# Janusz Stawarz
Janusz Wiesław Stawarz (ur. 1 grudnia 1959 w Łętowicach) – polski piłkarz grający na pozycji bramkarza, reprezentant kraju, trener piłkarski.
W sezonach 1978/79 i 1980/81 zajął 3. miejsce w ekstraklasie ze Stalą Mielec.
W latach 2000–2006 trener bramkarzy Stali Mielec, 2006/07 trener bramkarzy reprezentacji Polski U-17, U-20.
W sierpniu 2009 roku został trenerem futsalowego klubu z Mielca, KS Fair Play Mielec. Funkcję tę pełnił do 31 października tego samego roku. W rundzie wiosennej 2010 był trenerem bramkarzy w klubie GKS KATOWICE.
We wrześniu 2014 r. objął funkcję pierwszego trenera A-klasowego zespołu Tuszymka Tuszyma.
W sezonie 2016/2017 trener B-klasowej drużyny Florian Ostrowy Tuszowskie.
Od sezonu 19/20 trener A-klasowej drużyny Zacisze Trześń.

## Reprezentacja Polski
W 1978 wraz z reprezentacją do lat 18 zajął trzecie miejsce w nieoficjalnych Mistrzostwach Europy U-18. W 1979 wraz z reprezentacją do lat 20 zajął czwarte miejsce w młodzieżowych Mistrzostwach Świata w Japonii.
W 1981 roku dwukrotnie zagrał w Reprezentacji Polski seniorów.
| lp. | Data             | Miejsce   | Przeciwnik | Rezultat | Rozgrywki  | Grał   | Uwagi |
| --- | ---------------- | --------- | ---------- | -------- | ---------- | ------ | ----- |
| 1.  | 27 stycznia 1981 | Tokushima | Japonia    | 4-2      | towarzyski | 90'    |       |
| 2.  | 30 stycznia 1981 | Nagoya    | Japonia    | 4-1      | towarzyski | od 46' |       |